# Yakın Ertürk
Yakın Ertürk (* 1945 in Kihalisçik) ist eine türkische Soziologin. Von 2003 bis 2009 war sie die UN-Sonderberichterstatterin zum Thema „Gewalt gegen Frauen“.

## Leben und Wirken
Ertürk studierte Entwicklungssoziologie an der Universität in Riad in Saudi-Arabien und promovierte 1980 an der Cornell University in den Vereinigten Staaten.
Von 1983 bis 1986 lehrte sie an der Hacettepe-Universität in Ankara, seit 1986 ist sie Professorin für Soziologie an der Technischen Universität des Nahen Ostens in Ankara. Ihre Interessensgebiete sind Entwicklungspolitik, Menschenrechtsfragen sowie Frauenrechte.
Zwischen 1997 und 2001 unterbrach Ertürk ihre Tätigkeit an der Technischen Universität und arbeitete bei den Vereinten Nationen, zunächst als Direktorin am Forschungsinstitut INSTRAW (International Research and Training Institute for the Advancement of Women) in Santo Domingo, dann ab 1999 in der Abteilung Frauenförderung am UN-Hauptquartier in New York. 2003 wurde sie von der UN-Menschenrechtskommission zur Sonderberichterstatterin zum Thema „Gewalt gegen Frauen“ ernannt. Sie ist Mitglied im Direktorium des UNRISD (United Nations Research Institute for Social Development).
Als UN-Sonderberichterstatterin setzte sich Ertürk für die Einführung von Gesetzen gegen häusliche Gewalt ein. Im Juli 2007 berichtete Ertürk über massive Gewalt gegen Frauen in der Provinz Süd-Kivu, DR Kongo, die über Vergewaltigungen hinausgeht.